# Gustaf Wejnarth
Gustaf Wejnarth (Suecia, 24 de abril de 1902-22 de abril de 1990) fue un atleta sueco, especialista en la prueba de 4x400 m en la que llegó a ser subcampeón olímpico en 1924.

## Carrera deportiva
En los JJ. OO. de París 1924 ganó la medalla de plata en los relevos de 4x400 metros, con un tiempo de 3:17.0 segundos, llegando a meta tras Estados Unidos y por delante de Reino Unido (bronce), siendo sus compañeros de equipo: Erik Byléhn, Arthur Svensson y Nils Engdahl.